# Armin Benz (Schauspieler)
Armin Benz (* 1972)  ist ein deutscher Schauspieler und nebenberuflicher Fotograf.

## Leben
Armin Benz wirkte in einigen Fernsehproduktionen als Schauspieler mit.
Außerdem ist Benz nebenberuflicher Fotograf. Besondere Bekanntheit erlangte Benz durch seine Rolle des Kellner Armin in der Seifenoper Gute Zeiten, schlechte Zeiten. Dort wirkt er seit dem Jahr 2000 mit.
Von März bis Juni 2010 pausierte Benz in der Serie. Er ging in der Serie auf eine dreimonatige Weltreise.
2013 sah man Benz zusammen mit seiner GZSZ-Kollegin Isabell Horn in einen Werbespot des Musikprogramms Spotify.

## Filmografie
- Seit 2000: Gute Zeiten, schlechte Zeiten
- 2002–2003: Hinter Gittern – Der Frauenknast
- 2005: Suche Mann für meine Frau